# Andrew Lintott
Andrew (William) Lintott (* 9. Dezember 1936) ist ein britischer Althistoriker und Mitherausgeber der Cambridge Ancient History.
Bis 1967 war Lintott am King’s College London als Dozent tätig, im Anschluss bis 1981 an der Universität Aberdeen als Juniorprofessor für Alte Geschichte. Bis zu seiner Emeritierung 2004 war er Professor für Alte Geschichte der Universität Oxford und Fellow am Worcester College. Seine Arbeitsschwerpunkte sind die Verfassungs- und Rechtsgeschichte der Römischen Republik.

## Werke
- Cicero as Evidence: A Historian's Companion. Oxford 2008, ISBN 978-0-19-921644-4.
- The Constitution of the Roman Republic. Oxford 1999, ISBN 0-19-815068-7.
- Violence in Republican Rome. Oxford 1999, ISBN 0-19-815282-5.
- Violence, Civil Strife and Revolution in the Classical City 750–330 BC. London 1982, ISBN 0-7099-1605-1.